# Ермольева, Зинаида Виссарионовна
Зинаи́да Виссарио́новна Ермольева (2 [14] октября 1897 или 12 [24] октября 1898, хут. Фролов — 2 декабря 1974, Москва) — советский микробиолог и эпидемиолог, действительный член Академии медицинских наук СССР, создательница пенициллина в СССР. Лауреат Сталинской премии первой степени.

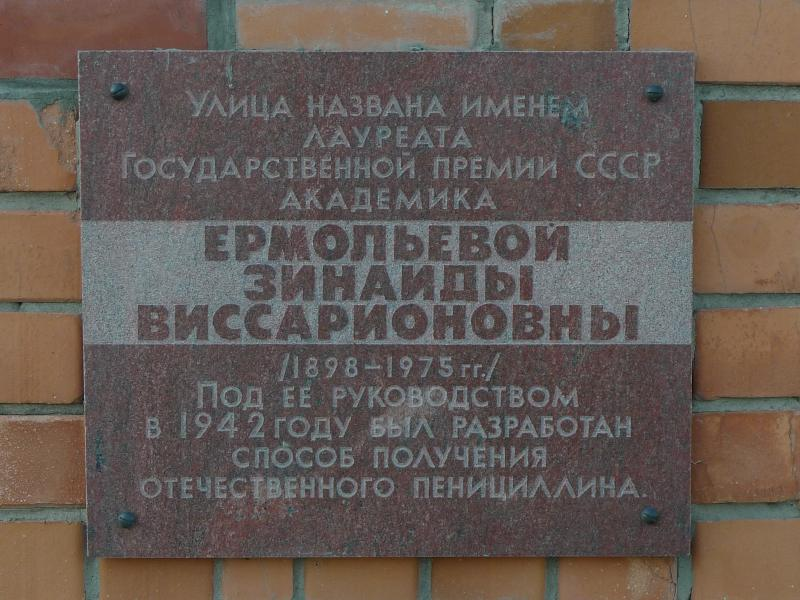
Мемориальная доска на улице им. Ермольевой города Фролово

## Биография
Согласно выписке из метрической книги, родилась 2 (14) октября 1897. Большая российская энциклопедия указывает дату рождения 12 (24) октября 1898 года. Место рождения — хутор Фролов Усть-Медведицкого округа Области войска Донского (ныне город Фролово, Волгоградской области). Отцом Зинаиды был выходец из зажиточной донской казачьей семьи, войсковой казачий старшина подъесаул Виссарион Васильевич Ермольев, впоследствии железнодорожный служащий. Он умер в 1909 году. У Зинаиды было четыре брата и сестра Елена, старше её на три года. Мать Александра Гавриловна Ермольева особо позаботилась об образовании дочерей: она привезла Зинаиду и Елену в Новочеркасск учиться в гимназии, а затем хлопотала о зачислении младшей дочери в Женский медицинский институт. Впоследствии мать жила с Зинаидой Ермольевой до своей смерти в возрасте 92 лет.
В 1915 году Зинаида Ермольева окончила с золотой медалью седьмой класс Мариинской женской гимназии Новочеркасска, затем успешно окончила дополнительный класс по математике и русскому языку. В 1916 году она поступила в Женский медицинский институт, который за время её обучения влился в медицинский факультет Донского университета. Со второго курса занималась микробиологией, слушала лекции профессоров В. А. Барыкина и П. Ф. Здродовского. Под руководством Барыкина, много занимавшегося изучением холерных и холероподобных вибрионов, начала исследования биохимии микробов, он же впоследствии настоял на её переезде в Москву. Окончила университет в 1921 году.
Занималась изучением холеры. Открыла светящийся холероподобный вибрион, носящий её имя.
С 1925 года возглавляла отдел биохимии микробов в Биохимическом институте Наркомздрава РСФСР в Москве. В 1934 году отдел вошёл в состав ВИЭМ. В 1939 году была командирована в Афганистан, где изобрела препарат, эффективность которого во время холерной эпидемии, а также дифтерии и брюшном тифе оказалась так высока, что за создание этого препарата Ермольева получила звание профессора.
В 1942 году впервые в СССР получила пенициллин (крустозин ВИЭМ) и активно участвовала в организации его промышленного производства в СССР. Это спасло сотни тысяч жизней советских солдат во время Великой Отечественной войны.
В 1942 году, когда Сталинград стал прифронтовым пунктом для эвакуированных, была направлена в город для предотвращения заболевания населения холерой, где было налажено производство холерного бактериофага, который ежедневно получали 50 000 человек. Полгода провела З. В. Ермольева в осаждённом Сталинграде. Опубликовала в Москве в том же году результаты исследования, проведённого на себе во время открытия светящегося вибриона в 1922 году — тогда Ермольева выпила раствор холерного вибриона, чтобы заразить себя и выздоровела после болезни.
В 1945—1947 годах — директор Института биологической профилактики инфекций. В 1947 году на базе этого института был создан Всесоюзный научно-исследовательский институт пенициллина (позднее — Всесоюзный научно-исследовательский институт антибиотиков), в котором она заведовала отделом экспериментальной терапии. Одновременно с 1952 года и до конца жизни возглавляла кафедру микробиологии и лабораторию новых антибиотиков ЦИУВ (ныне Российская медицинская академия непрерывного профессионального образования).
Автор более 500 научных работ и 6 монографий. Под её руководством подготовлено и защищено около 180 диссертаций, в том числе 34 докторские.
Умерла 2 декабря 1974 года. Похоронена в Москве на Кузьминском кладбище (участок № 29).

## Семья

Памятник напротив главного корпуса Ростовского государственного медицинского университета.

- Первый муж — вирусолог Лев Зильбер (1928). В 1937 году он был арестован по ложному обвинению. Хотя к этому времени они были уже разведены, Зинаида Ермольева приложила много усилий к его освобождению.
- Второй муж — микробиолог Алексей Александрович Захаров. Арестован 20 февраля 1938 года, расстрелян и похоронен на «Коммунарке» (Моск. обл.) 3 октября 1938[8]. Близким сообщили, что он умер в тюремной больнице в 1940 году.

## Награды и премии
- Сталинская премия первой степени (1943) — за разработку нового метода быстрой диагностики и фагопрофилактики инфекционной болезни[9]. (Премия передана в Фонд обороны страны для строительства самолёта. На эти деньги был построен истребитель Ла-5 с надписью на борту «Зинаида Ермольева»).
- Заслуженный деятель науки РСФСР;
- Два ордена Ленина;
- Орден Трудового Красного Знамени;
- Орден «Знак Почета»;
- Медали СССР.

## Память
- Специализированная клиническая инфекционная больница «Донской инфекционный центр» имени Зинаиды Виссарионовны Ермольевой[10].
- В честь Зинаиды Ермольевой назван центральный парк в родном городе Фролово.
- Имя Ермольевой носит улица в её родном городе Фролово в Волгоградской области, там же ей установлен памятник[11].
- Кафедра микробиологии Российской медицинской академии непрерывного профессионального образования носит имя З. В. Ермольевой[12].
- В 2018 году Национальная академия микологии учредила медаль имени З. В. Ермольевой[13].
- В марте 2020 года, накануне Международного женского дня 8 марта, аудитории 109 Ректора РМАНПО (ул. Баррикадная 2/1), на месте которой находилась лаборатория новых антибиотиков, присвоено имя З. В. Ермольевой.[источник не указан 1941 день]
- В ноябре 2020 года её именем была названа улица в районе Щукино в Москве[14][15].
- 15 сентября 2021 года в Парке культуры и отдыха 1 Мая перед входом в Ростовский медицинский университет торжественно открыли памятный камень в честь Ермольевой[16]. 1 октября 2022 года на месте камня был открыт памятник Ермольевой[17].

В искусстве:
- Зинаида Ермольева — прототип главной героини романа Вениамина Каверина «Открытая книга» Татьяны Власенковой.
- Зинаида Ермольева — прототип главной героини пьесы Александра Липовского «На пороге тайны», Световой.
- Образ Ермольевой/«Власенковой» запечатлён в телевизионных фильмах «Открытая книга» (1973 года, в главной роли — Людмила Чурсина), «Открытая книга» (1977 года, в главной роли — Ия Саввина, Наталья Дикарева), а также в телесериале «Чёрные кошки» (2013 года, в роли Зинаиды — Анна Дьяченко).
- Документальный сериал «Шекспиру и не снилось…» пенициллин", 2005.